# エクセキアス

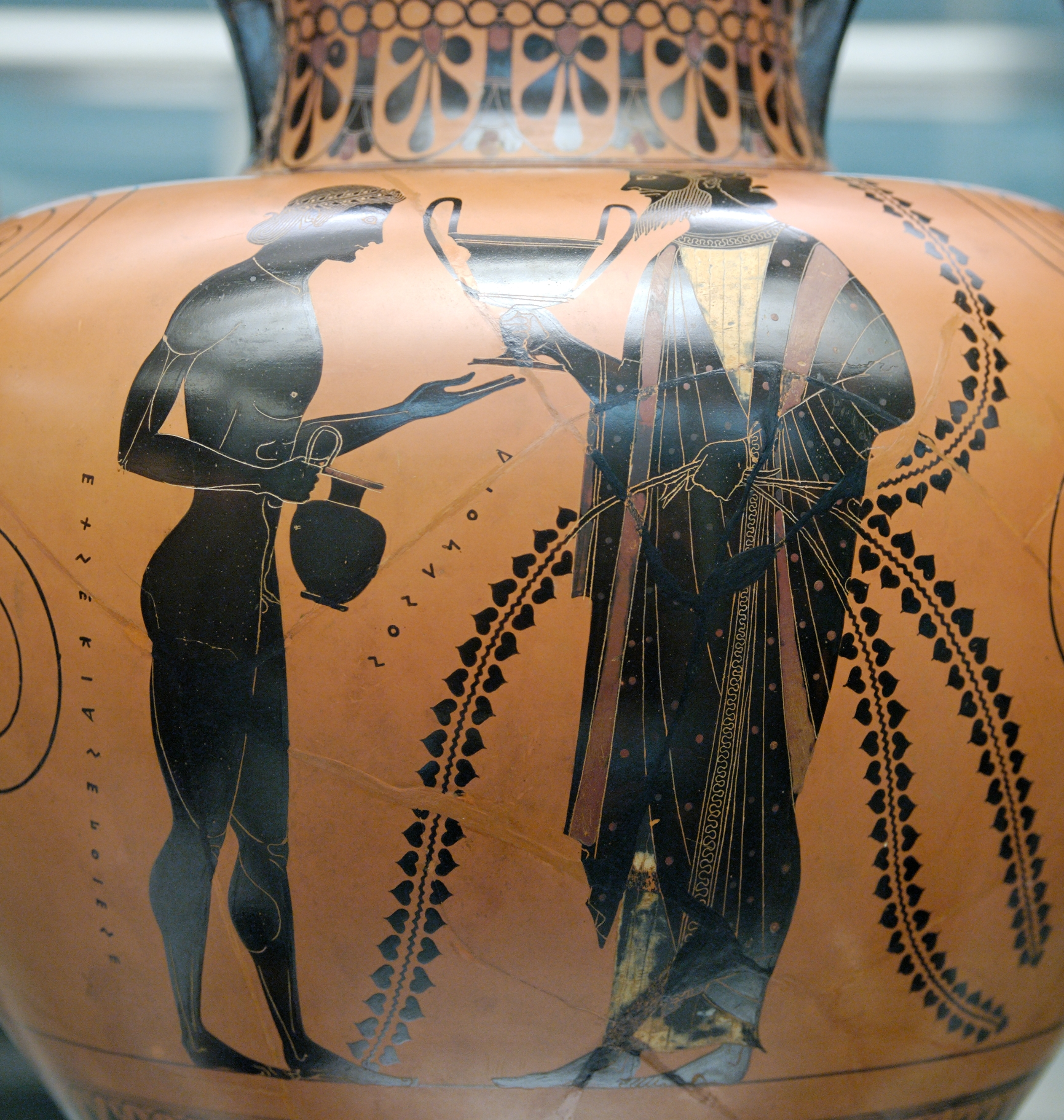
ディオニューソスと息子オイノピオーン。アッティカ黒絵式アンフォラ。紀元前540年から紀元前530年ごろ。大英博物館 (B 210)

エクセキアス（Εξηκίας、Exekias）は古代ギリシアの陶芸家および陶器の絵付師で、おおよそ紀元前550年から紀元前525年のアテナイで活動した。彼の作品の多くはエトルリアなど地中海各地に輸出され、アテネに残っている作品は一部である。エクセキアスは主に黒絵式陶器を作った。これは黒色で像のシルエットを描き、乾いたところに刻線で細かい描写をし、時には赤や白の彩色を施してから焼く方式である。エクセキアスは黒絵式陶器の独自の極めて精緻な作品を残した陶芸家および絵付師として知られている。陶器絵付師アンドキデスはエクセキアスの弟子の1人とされている。

## 背景

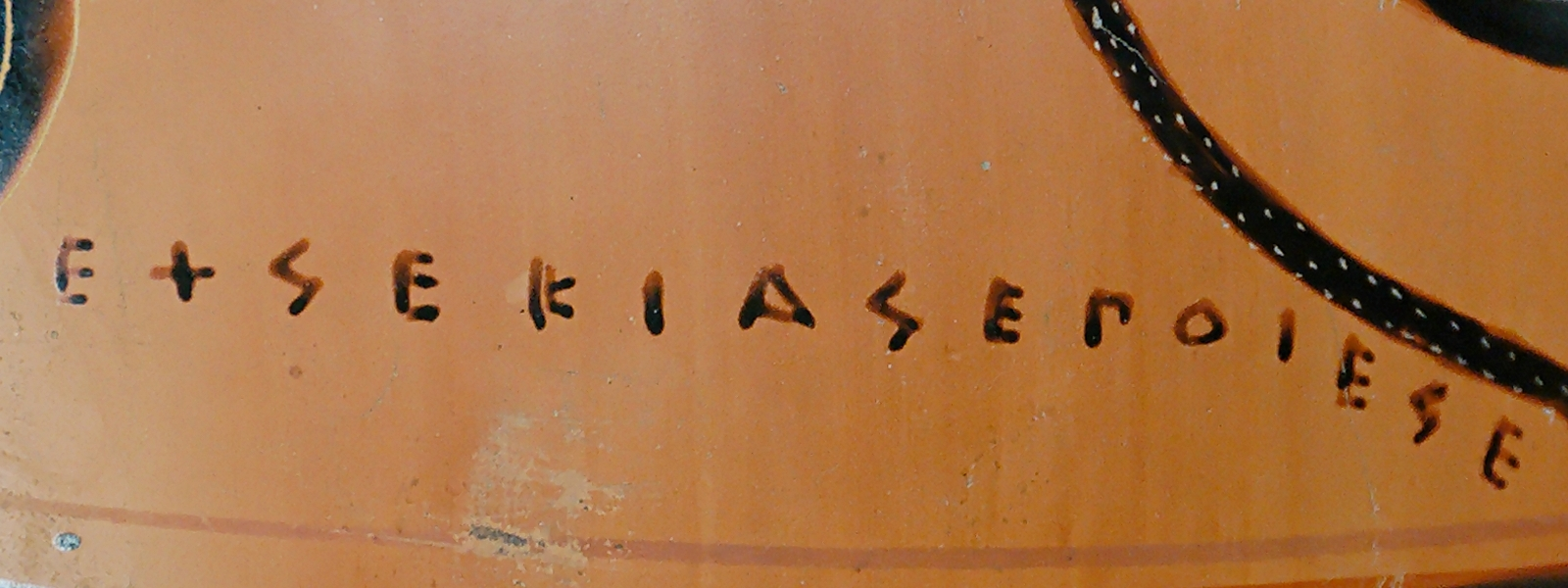
エクセキアスの署名: （エクセキアスが私を作った）。紀元前550年から紀元前540年ごろ。ルーヴル美術館 (F 53)

エクセキアスの作品は、その雄大な構図、精緻なデッサン、微妙な描法を特徴とし、黒絵式の限界を超越している。ギリシア美術史家 John Boardman (英語版)  は「エクセキアスの作品は、その堂々とした威厳により、陶器の絵を始めて芸術品として美術館に収めてもおかしくないものに高めた」としている。革新的な陶芸家で絵付師であり、新たな形状を模索したり絵付けの新たな色を研究したりしていた。
エクセキアスの作品と確定している現存する陶器は16点だが、様式の比較からもっと多くの陶器が彼の作品と言われている。彼の署名のある作品は、エクセキアス自身の業績についてだけでなく、当時の工房の運営方法についても洞察を与えてくれる。彼の署名のある14点のうち12点で彼の名前に epoiesen という語が付けてあり、エクセキアスは絵付師としてではなく陶工として制作に関わったことを示している。これは直訳すれば「エクセキアスが私を作った」となり、絵付師として関わった場合は egrapsen という語を付けて「エクセキアスが私を飾った」としていた。2点（ベルリン美術館 1720、バチカン・エトルリア美術館 16757）には弱強三歩格で "Exekias egrapse kapiese me"（エクセキアスが私を作り、飾った）とあり、この2点に関してはエクセキアスは作陶にも絵付けにも責任を負っていることを示している。このことから、「陶工」としてのみエクセキアスが署名した作品は他人が絵付けをしたのか、それとも特に気に入った出来の絵にのみ絵付師としても署名したのかという問題が生じる。"Exekias epoiesen" という署名のある陶器のうち7点にはほとんど装飾がなく、比較不能である（つまり、元々飾られていないので "egrapsen" とは付けなかった）。"egrapse kapiese me" とある陶器2点と同じ様式の装飾があるものは2点で、残りのエクセキアスと密接に関連する陶器を「グループE」と呼ぶ。エクセキアスの作品自体が古代陶芸文化を体現しているが、同時にその出土場所からエクセキアスの陶器がどんな市場で流通したかという情報も得られる。例えば、エクセキアスの作品は当時のヘレニズム世界の中心地だったアテナイのアゴラだった場所でも多く見つかっている。つまり、エクセキアスは工房を構えた場所にも顧客を多数抱えていたことを示唆する。エクセキアスのものとされる作品はアテナイのアクロポリスでも出土しており、陶芸家としての名声が高かったことを示している。アクロポリスが宗教儀式の場だったことから、彼の作品がそこに展示されていたという事実はエクセキアスが絵付師として尊敬されていたことを示している。エクセキアスはエトルリア、すなわち現在のイタリアからの注文にも応じた。アテネ以外では、エクセキアスの作品がエトルリアのVulciやオルヴィエートでも多く出土している。ギリシアに憧れたエトルリア人がギリシアの陶器を輸入したと見られている。エトルリアでエクセキアスの作品が多く出土したことから、その評判が海外にまで届いていたことが示唆され、海外にも作品を売ることができたと見られる。

## グループ E
グループEの作品はエクセキアスの仕事と密接に関連していると考えられるだけでなく、紀元前6世紀前半の陶芸の意識的な伝統からの脱皮を表している。A型（ワンピース型）のアンフォラなどの新たな優美な形状の陶器の考案はこのグループに帰属するとされている。エクセキアスはグループEの工房で陶工として働き、グループの中で彼だけが製品に署名した（ルーヴル博物館 F 35）。陶工としてエクセキアスが署名していたことは、A型杯やA型アンフォラや萼型クラテールといった形状の考案・開発の責任者だったことを示唆している。容器形状以外にも、グループEは絵付けの主題にも共通点が多い。アテーナーの誕生、ミーノータウロスと戦うテーセウス、ネメアーの獅子と戦うヘーラクレース、三頭三体のゲーリュオーンと戦うヘーラクレースといった主題がグループEの陶器に多い。

## 容器の形状
エクセキアスは特定の容器形状のものだけを作ったわけではない。彼が作陶または絵付けした陶器は、ワンピース型アンフォラ、A型杯、萼型クラテール、リトルマスター型杯、シアナ型杯、ディノス（特殊なクラテール）、ピュクシス、パンアテナイア型アンフォラなど様々である。最も特殊な作品群としては、アテネで見つかった2つの一連の葬儀用銘板がある（ベルリン美術館 1811、1814）。この銘板は亡くなった男のための葬儀を描いたもので、おそらく葬儀用記念碑の壁に設置されていた。

## 主題

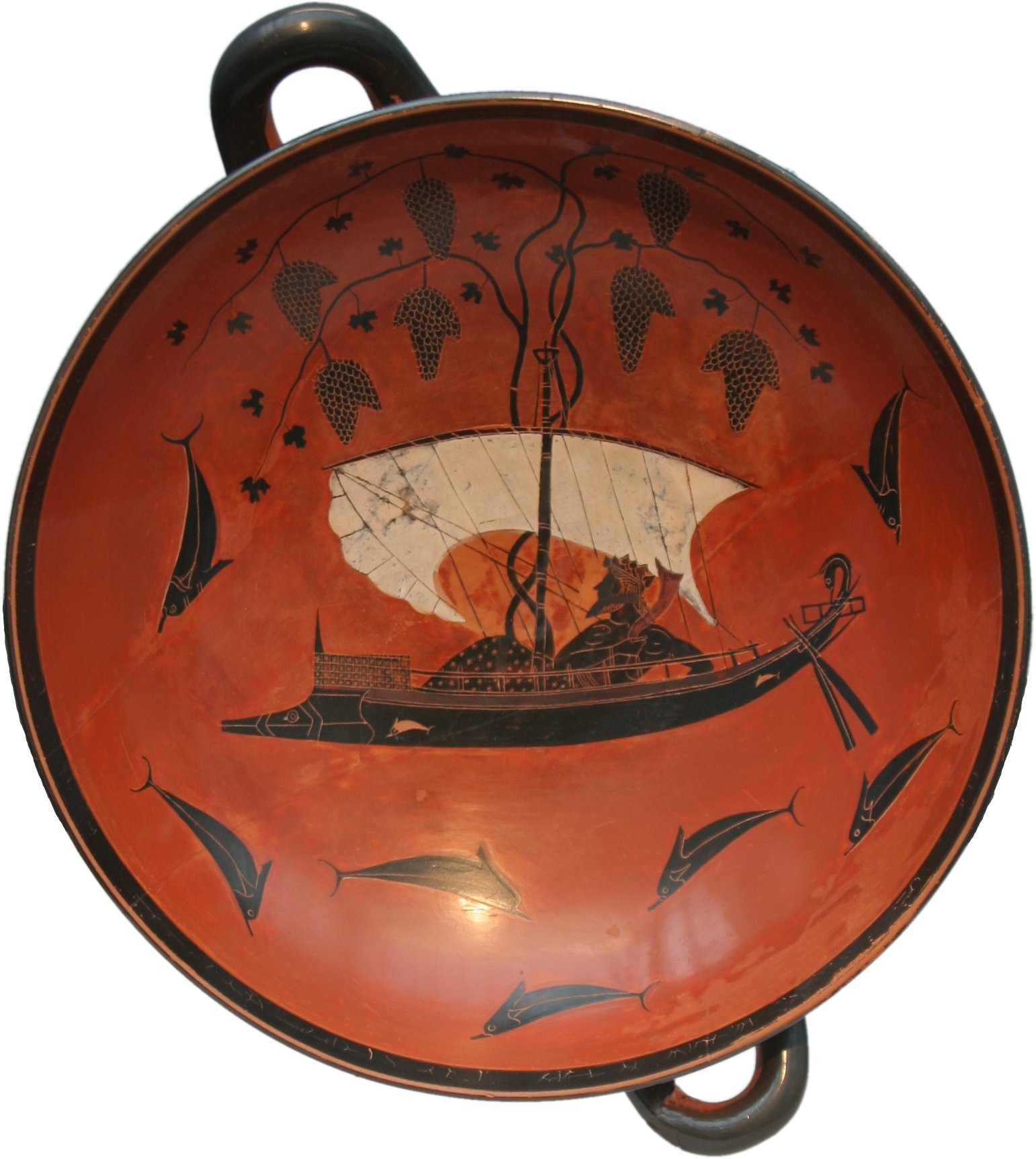
ディオニューソスの杯。ミュンヘン古代美術博物館

エクセキアスの描く絵は、当時の伝統的な神話解釈を再解釈するだけでなく、時には新たな流行を生み出した。
彼の有名な作品の1つとして「ディオニューソスの杯」と呼ばれるものがある（ミュンヘン古代美術博物館 2044）。いわゆるアイカップの一種であり、外側には2対の目が描かれている。取っ手部分のスペースにアイカップには珍しい比喩的場面が描かれており、これもエクセキアスの考案と思われる。内側には赤い背景の中にディオニューソス神が描かれている。ディオニューソスは霊感の神でもあった。描かれているのはディオニューソスが舟で初めてアテナイ（ナクソス島という説もある）まで行った旅である。ディオニューソスは海賊に捕らわれ、奴隷として売られそうになった。そこでブドウの木をマストから生やさせて海賊を怯えさせ、彼らが海に飛び込むとその姿をイルカに変身させたという。
もう1つの神話の再解釈の例として、バチカンにあるアンフォラ (344) の絵がある。アキレウスとアイアースが描かれたもので、属格で彼らの名前が書かれていることから誰を描いているかが判っている。2人は相対して座り、間に置かれたブロック状のものを見ている。これはバックギャモンのようなサイコロを使った古代のゲームをしているところを描いたものである。隣に書かれた文字によると、アキレウスは4の目を出し、アイアースは3の目を出した。ゲームを楽しんでいる様子が描かれているが、2人とも防具をつけ槍を持っていることから軍務中と見られる。兜や盾が2人の背後にあり、いつでも戦いに戻る用意ができていることを示唆している。トロイア戦争の場面としてこのようなくつろいだ様子を描いたのは珍しいが、この絵もエクセキアスの才能を示している。
エクセキアスの陶工としての署名があるカロス銘の入った陶器は "Stesias kalos" と銘があるアンフォラが2点あるが、絵付けはグループEの絵付師が行ったものである。

## 構成
主要な絵に加えて、従属的な絵も加えている。絵がない場合は、ロゼット模様、スパイク模様、渦巻模様、帯状模様などを描いた。時には単純な黒で主要な絵を囲む構成のものもある。
エクセキアスの構図の特徴として、絵を正面にしたときの陶器の形状の線を意識している点が挙げられる。絵を中央にして見ると、ゲーム盤、ペンテシレイアの顔、ディオニューソスの星をちりばめたローブ、大地に突き刺さった剣など、注目の的となる部分がわかる。陶器の丸い表面の中でその部分が最も鑑賞者の目に近いところに来る。
その中心部分の周囲の線は同心円状か放射状に広がっている。戦士たちの槍（放射状）や彼らの丸めた背中の線（同心円状）、舟の帆と船底の丸い形状やイルカも同心円を形成している。

## 細部
エクセキアスの絵の第2の特徴は、人物像の衣服や鎧を詳細に描いている点である。上にあるディオニューソスを描いたアンフォラもその一例である。アキレウスとアイアースのアンフォラの場合、2人とも豪華に装飾された外套をまとい、非常に細かく精緻に装飾が描かれている。